# Mauro Aragoni
Mauro Aragoni (Tortolì, 10 marzo 1988) è un regista e sceneggiatore italiano.

## Biografia
Ha iniziato la sua carriera con cortometraggi indipendenti e nel 2016 dirige Nuraghes S’Arena, cortometraggio in cui esordisce come attore il rapper Salmo .
Nel 2022 ha scritto e diretto la serie That Dirty Black Bag. La serie è distribuita su AMC+ e successivamente su Netflix USA.
Nel 2024, ha scritto per Sergio Bonelli Editore un albo speciale di ‘Dylan Dog intitolato L'oscuro messaggero.

## Opere principali
- Nuraghes S'Arena  – cortometraggio (2016)
- That Dirty Black Bag – serie TV (2022)
- Dylan Dog L'oscuro messaggero – fumetto (2024).